# Brannay-Saint-Sérotin
Ancienne commune de l'Yonne, la commune de Brannay-Saint-Sérotin a existé de 1972 à 1976. Elle a été créée en 1972 par la fusion des communes de Brannay et de Saint-Sérotin.
En 1976, elle a été supprimée et les deux communes constituantes ont été rétablies.